# 細似鱗頭鰍
細似鱗頭鰍為輻鰭魚綱鯉形目鰍科的其中一種，為熱帶淡水魚，分布於亞洲湄南河及湄公河流域，體長可達3.3公分，棲息在有遮蔽物、流動緩慢的溪流、水塘、溝渠的底層水域，生活習性不明。

## 扩展阅读
維基物種上的相關：細似鱗頭鰍